# Alf Johnels
John Alf Gunnar Johnels, född 27 oktober 1916 i Lindesberg, död 24 maj 2010, var en svensk zoolog. 
Johnels disputerade för filosofie doktorsgraden vid Stockholms högskola 1948 på avhandlingen On the Development and Morphology of the Skeleton of the Head of Petromyzon. Han var professor i vertebratzoologi vid Naturhistoriska riksmuseet 1958-1982. Han blev ledamot av Vetenskapsakademien 1972 och var akademiens preses 1981-1983.
Johnels forskning rörde framför allt lägre ryggradsdjur och miljögifter, särskilt effekterna av kvicksilver och DDT på djur. 
Johnels var verksam inom Svenska Naturskyddsföreningens Projekt Varg.
Han var gift med läroverksadjunkten Britt-Marie Johnels, född Lagergren, från 1946 och till hennes död 1987, vilken var dotter till överstelöjtnanten Andreas Lagergren och syster till riksmarskalken Gunnar Lagergren.

En oljemålning av Gunnar Brusewitz föreställande Alf Johnels hänger på Grimsö forskningsstation. Alf Johnels är gravsatt i minneslunden på Djursholms begravningsplats.